# 유시민
유시민(柳時敏, 1959년 7월 28일~)은 대한민국의 작가, 언론인이자 정치평론가이다. 서울대학교 재학 시절 학생운동가로 활동했으며 이후 정계에 입문해 제16·17대 국회의원과 제44대 보건복지부 장관을 지냈다. 장관직 퇴임 이후에도 정치 활동을 하였으나 2013년 정계 은퇴를 선언하였다. 본관은 풍산이며 경상북도 경주 출생이다.

## 생애
1959년 7월 28일에 경상북도 경주에서 아버지 유태우와 어머니 서동필 사이에서 2남 4녀 중 차남으로 태어났다. 13대조는 임진왜란을 극복하는데 힘쓴 중흥의 명재상 의정부 영의정 서애 류성룡이다. 조부 대에 이르러 안동에서 처가가 있는 경주로 이거하였다고 한다. 아버지 유태우는 경주여자고등학교의 역사 교사였다. 큰아버지 유석우는 공무원으로 내남면 면장을 지내기도 했다. 유태우가 만주 소학교의 교직원으로 근무한 일은 후에 의혹으로 제기되었는데, 이를 두고 유시민은 "백부가 면장을 한 것은 맞지만 선친은 일제 치하 때 교사를 하지 않았다. 처음 듣는 얘기라 집안 어르신들께 확인해본 결과 선친은 해방 직후 미 군정이 교사 요원을 공채했을 때 동양사 분야에 응시해 합격했고 6개월 연수 후 경주여자중학교에 부임했다."고 말하며 관련 사실에 대해 해명했다.
1980년 유시민은 서울대학교 총학생회 대의원회 의장이 되었다. 1980년 봄이 되면서 민주화 운동은 더욱 거세어졌고, 이는 5월 15일의 서울역 시위에서 절정에 이르렀다. 이 날 서울역 광장에 모인 수만 명의 학생들은 계엄해제와 신군부 퇴진을 요구하며 시위를 벌였는데, 18개 대학총학생회장단은 시위를 계속 할 것인가 아니면 일단 철수할 것인가를 놓고 격론을 벌였고, 서울대학교 학생처장 이수성의 설득으로 대학총학생회장단은 철수를 결정했으며, 심재철 서울대학교 총학생회장은 대학총학생회장단 대표자격으로 교육부 장관과 담판을 통해 학생들의 안전귀가를 약속받았고, 서울역 철수를 학생들에게 알렸다. 이 사건을 '위화도 회군'에 빗대어 소위 '서울역 회군'이라고 불렀다. 이후, 신군부는 5·17 비상계엄 전국확대 조치를 내렸다. 이 때 18개 대학총학생회장 중 신계륜 고려대학교 총학생회장 등은 철수를 반대했고 유시민도 '서울역 회군' 반대파에 섰다.
1980년대 그는 서울대 총학생회 복학생협의회 간부로 활동했으며, 민간인을 프락치로 몰아 감금 고문(물고문, 각목고문, 폭행 등)했던 1985년 '서울대 민간인 감금 폭행 사건'의 주모자로 <폭력행위 등 처벌에 관한 법률>을 위반한 혐의로 1심에서 징역형을 선고받았는데, 이에 대해 항소심 재판부인 서울형사지방법원 항소 제5부에 항소이유서를 제출했고, 이 항소이유서를 계기로 세상에 이름을 널리 알리게 되었다(에 대해서는 팩트체크가 필요하다.). 이 항소이유서는 그의 저서인 《아침으로 가는 길》에 실렸다.
6.29 선언으로 전두환 정권이 노태우 정권으로 넘어가던 당시 유시민은 수배 중의 몸으로 뽀글이 파마로 위장하고 방송사를 출입했다. 유시민은 '유지수'라는 가명으로 1988년 3월 7일부터 4월 11일까지 방송된 MBC 월화 미니시리즈 8부작《그것은 우리도 모른다》란 멜로 드라마의 각본을 썼다. 유시민은 집필료에 대해 "회당 100만원 정도 받았으며 불법 유인물 만드는데 다 썼다."라고 밝혔다. 또한 1989년 3월 26일에 방송된 《MBC 베스트셀러극장》〈신용비어천가〉란 단막극의 각본도 썼다. 현길언 원작소설을 각색한 것으로 이 때는 가명이 아닌 본인 이름으로 방송됐다. 해당 작품은 5공 신군부의 언론통제, 기자에 대한 협박, 회유 등을 다룬 것으로 영화배우 문성근의 텔레비전 드라마 데뷔작이기도 하다.
1997년 언론인으로서 활동하면서 '97대선 게임의 법칙'등을 저술하며 "김대중의 대통령 당선 확률은 제로에 가깝다"고 주장하기도 했다. 당시 책에서 그는 "김대중은 직접 출마하기보다는 제3의 후보인 조순 서울시장을 대리전으로 내세워야 한다"고 주장했다.
1999년 12월 6일자 <유시민의 세상읽기-김대중 대통령님께> 라는 《동아일보》 칼럼에서 "대통령에 대한 국민의 지지는 바닥을 치고 있으며 집권당 국민회의는 '수평적 정권교체'의 기쁨을 맛본 지 불과 2년 만에 간판을 내리게 됐다"며 "대통령의 눈과 귀를 가리는 '인의 장막'을 경계하는 지식인들의 목소리에도 귀를 기울이지 않았다"고 비판했다.
1999년부터 2001년까지 성공회대학교 교양학부 겸임교수로서 활동했다. 제18대 총선때 대구 수성구에서 낙선한 이후 2008년부터 2009년까지 경북대학교에서 인문사회자율전공 개설 교양 과목이었던 '생활과 경제' 과목 강의를 맡았다.

### 정치 활동
2002년 제16대 대선 당시 신당의 창당을 결심하게 되었다. 절필 선언(8월)을 하고 정치에 뛰어들어 2002년 10월, 개혁국민정당(약칭, 개혁당)의 창당을 주도했다.
당시 세 가지 시나리오가 있었다. 노무현 후보가 민주당 다수파와 함께 개혁신당에 합류하는 방법, 민주당과 개혁신당이 별개로 노무현 후보를 지지하는 방법, 노무현 후보 혼자 개혁신당에 합류하는 방법을 구상했다. 뜻이 맞는 40여명이 각자 500만원씩 내놓았고 2억원으로 신당을 만들었다.
2003년 4월 24일 보궐선거에서 당선되어 16대 국회에 진입했다. 같은 해 4월 29일 의원선서시 캐주얼 콤비에 라운드 티를 입고 등원하며 논란을 일으켰다가 이튿날 싱글 정장에 넥타이를 매고 선서했다. 또한 평소의 자유주의적 소신을 바탕으로, 국기에 대한 경례는 국가주의적 이데올로기의 강제적 주입이기에 이를 굳이 강제할 필요가 있겠느냐는 회의적 입장을 표명한 적도 있다.
2003년 11월 열린우리당이 출범할 때 개혁당은 상당수 개혁당원들의 반대도 있었지만 진성당원 투표를 통해 결국 열린우리당에 통합되었다.
2003년 당시의 이슈는 단연 '이라크 파병 동의안' 문제였다. 유시민은 파병 동의안에 반대표를 행사했다. 2004년 연장 동의안에 대해서도 반대표를 행사했다. 2005년 2차 연장 동의안 표결이 다가왔을 때 그는 자신의 반대표 행사는 비겁했다고 후회했다. 그는 "(대통령이) 욕먹을 때는 같이 먹고 비가 올 때는 같이 맞아야 되지 않겠나"라며 2차 연장 동의안 찬성표를 행사했다.
유시민은 2004년 총선에서 열린우리당의 압승이 확실해 지자 진보정당의 원내 진출을 원하는 유권자의 표가 이탈하여 진보정당으로 옮겨가고 있다며 민주노동당 의원을 찍는 행위는 지역구 2곳을 제외하면 사표(死票)가 될 것이므로 정당표는 민노당에 주더라도 후보표는 열린우리당에 주어야 한다는 주장을 했는데 이는 민주노동당과의 갈등을 일으켰다. 유시민은 당시 독설로 유명했다. "나는 한나라당 박멸의 역사적 사명을 띠고 태어났다"고 말했고 17대 국회를 "폭력 국회", "박근혜 국회"라고 논평했다.
유시민은 늘 노무현의 정책을 지지했고 "일단 사령관이 '돌격 앞으로'하면 이 산이 아니더라도 가 봐야 하는 것 아닌가."라고 자신을 변호했다. 노무현 대통령이 한나라당과의 대연정을 제안했을 때에는 옹호하기도 했으나 결국, 좌절을 맛보았다.
한나라당에 대해 비판적이었음에도 노무현 대통령이 '대연정'(大聯政)을 제안했을 때 그는 선거구제 개편을 위해서는 대연정이 불가피하다는 주장을 했다. 그는 지역주의 극복을 위해서는 의석을 정당 총득표율에 따라 할당하는 독일식 정당명부 비례대표제가 가장 바람직하다고 말했다. 이에 대해 2005년 8월 3일 '우리나라 정당정치 이대로 좋은가'라는 토론회에 참석한 노회찬은 대연정 동기의 순수성은 이해하지만 선거구제 개편은 국민이 직접 결정하는 것이 옳다며 국민투표 방식을 제안했다.
유시민은 열린우리당 중도우파 및 합리적 민주당파 및 일부 한나라당, 그 오른쪽에 한나라당 다수파 및 보수적 민주당, 맨 오른쪽엔 '5공당'의 순서로 정당이 개편될 것이라고 말했다. 그는 이러한 정치적인 분열을 만들기 위해서는 충격이 필요하며 연정을 통한 독일식 선거구제로의 이행이 그 충격이 될 것이라고 말했다.
2007년 2월 20일에 열린우리당의 분당 사태를 비판하면서 "한나라당의 집권 가능성이 99%"가 되었다고 발언했다. 그는 열린우리당은 총선에서 압승한 이후부터 분당이 예견되었다고 말했는데 열린우리당은 공화제적인 공천 구조를 추구했으나 이것이 정립되지 않았고 기존의 보스에 의한 공천이 사라진 상태에서 공화제적인 공천을 원하는 세력과 자기들이 공천권을 갖기를 원하는 세력간 타협이 이루어지지 않아 그것이 이어져 분당사태로 연결되었다고 주장했다.이에 대해 범여권은 평화민주개혁세력이 국민의 정부와 참여정부를 탄생시킨 과정을 보면 그런 이야기를 가볍게 하는 것은 적절치 않다며 비판했다.
2007년 3월 13일 제이유그룹 사기사건 조사과정에서 서울 동부지검의 검사가 이재순 전 청와대 사정비서관의 연루 사실을 밝히기 위해 피의자에게 허위 진술을 강요했다는 의혹에 대한 내부 감찰결과 및 후속 대책을 김성호 법무부 장관이 보고하는 과정에서 김 장관이 "앞으로 인권존중 수사 시스템을 도입하고 영상 녹화제를 확대하겠다."고 대책을 내놓자 유시민은 "이재순 전 사정 비서관이 무혐의로 결론 났는데, 실추된 그의 명예는 어떻게 회복되느냐. 요즘 시중에는 검찰 내부에 청와대 조지면 영웅 된다던 말이 있는데, 이게 사실이냐."고 김 장관을 몰아 붙였다.
2007년 5월 22일 보건복지부 장관직을 사임한 이후, 일단 열린우리당 소속 국회의원으로서 할 일을 하되 향후 저술 활동도 하고 싶다는 의지를 피력했다. 7월 11일에 대선후보 경선을 앞두고 '대한민국 개조론'을 출간했고 8월 20일 열린우리당 임시전당대회 직후 제17대 대선에 출마(선언, 예비후보 등록은 21일)했으나, 지지율이 낮아 단일화 움직임에 따라 당내 경선에서 사퇴하고 이해찬 후보를 지지한다고 선언했다.
2006년 2월부터 2007년 5월까지 보건복지부 장관직을 역임했다. 보건복지부 장관 인사청문회를 앞두고 당시 야당 의원들이 유시민에 대한 대한 국민연금 보험료 미납 의혹을 제기했다. 1999년 7월부터 2000년 8월까지 13개월 동안 보험료를 내지 않았다는 것이다. 유시민은 또한 소득을 축소 신고함으로써 건강보험료 수백만원을 덜 냈다는 의혹도 받았다. 이에 대해 유시민은 "국민연금 보험료를 일시적으로 미납하게 되었음을 대단히 송구스럽게 생각하며 국민 여러분의 이해를 구합니다."라고 해명했다.
2007년 8월 18일 많은 열린우리당원들의 반대에도 불구하고 열린우리당은 대통합민주신당에 통합되었다. 유시민은 합당에 찬성하면서 "우리당의 꿈을 접어 가슴 속에 담고 가지만 그 꿈을 포기하지 않겠다"며 "의석수가 143개나 될 거대한 민주신당은 아직 아무것도 그려지지 않은 커다란 종이와 같다. 우리가 뜻을 모아 우리당 꿈을 함께 그리면 되지 않겠느냐"고 말했다.
2007년 11월 25일 유시민은 문국현, 정동영 단일화 문제와 관련해 "문 후보가 '정동영 후보의 사퇴에 관해 토론하자'고 했는데 정 후보는 공당의 경선을 통해 선출된 후보"라며 "후보 사퇴 주장은 경쟁자 사이에 예의도 아니고 공당 후보에게 할 말도 아니다. 정말 공당 경쟁에서 있을 수 없는 오만한 반응"이라고 비판했다. 또한 "문 후보는 여당 후보인지 야당 후보인지 대선에서 자기의 위치를 명확하게 해야 한다"며 "문 후보는 깨끗하고 훌륭한 기업인이나 정치적으로 검증이 안 된 분"이라고 했다. 그는 "문 후보의 참여정부 실정 비판은 정치적 진실에서 이탈했다. 정당한 평가를 해야지 정치적 선동이 되면 안 된다"고 비판했다. 그는 "참여정부 평가의 관점에서 본다면 참여정부 지지자들이 문 후보를 지지하는 것은 자기 부정이 될 수 있다"며 비판했다. 그간 정동영 후보에게 반감을 가진 일부 친노세력이 문국현 후보의 지지층으로 옮겨갈 수 있다는 관측이 줄곧 제기된 걸 의식했다는 의견도 있다.
2008년 무소속으로 18대 총선에서 이명박 대통령 당선인의 대변인인 한나라당 주호영 의원과 수성구 을에서 대결하여 낙선했다. 그는 "유연한 진보정당을 만들겠다"고 밝혔고 민주당을 탈당하였다. 그는 민주당은 당내에서 노선경쟁을 할 수 있는 정상적인 의사결정구조가 존재하지 않으며 전당대회를 열어 노선경쟁을 하게 되면 당은 필연적으로 파열한다고 했다. 이러한 구조는 변화가 불가능하며 그러므로 신당을 만들어야 한다고 주장했다. 그는 이를 위해 2년후 지방선거, 2년후 국회의원 선거, 6개월후 대통령 선거를 거치며 신당을 만들어 나간다는 5년 구상을 밝혔다. 2009년 4월 21일 노무현 전 대통령에 대한 검찰 수사를 '이명박 정권의 전임 대통령 모욕주기 공작'으로 규정하면서 "전쟁포로라 할지라도 적장에 대해서까지 이토록 졸렬한 방법으로 모욕을 줘선 안된다"라고 주장했다.4월 30일 오전 노 전 대통령의 검찰 출두에 앞서, 김해 봉하마을 사저를 방문해 기자들과 만나 "졸렬한 정치 보복"이라고 주장했다. 그는 이어 "옛날에는 군인들이 정치를 했는데, 요즘은 검사들이 정치하는 것 같다"며 "피의자로서 가는 것이니까, 피의자로서 잘 대처를 하고 와야 한다"며 "이런 정치보복을 노 전 대통령이 잘 이겨내고 오길 바란다"고 말했다.
2009년 11월 10일 유시민은 당시 창당준비위원회를 이끌던 권태홍, 천호선, 이병완 등의 설득으로 국민참여당 창당에 함께하게 되었다. 2010년 5월 13일 민주당 김진표 후보와의 단일화 경선에서 승리하여 단일 후보가 된 후, 민주노동당 후보와 2차 단일화에 합의하며, 단일 후보가 되어 이변이라는 해석이 나오기도 했다. 5월 24일 유시민은 서울 동교동 김대중 도서관을 방문해 김대중 전 대통령의 부인 이희호 김대중평화센터 이사장을 만난 자리에서 "김 전 대통령 비판을 사과한다"며 "시사 평론할 때 김 전 대통령을 몇 차례 비판했던 것이 늘 마음에 걸렸다, 정부에 있어보니 김 전 대통령이 얼마나 힘든 과정을 뚫고 거기까지 이뤘는지 알 것 같았다"며 말했다. 그는 이어 "김 전 대통령이 살아 있을 때 말씀드리고 싶었다"며 "나라가 위기에 처했을 때 대통령이 돼 IMF 외환위기를 극복하고, 기초생활보장제도를 도입해서 복지국가로 나아가는 초입을 만들었고, 남북관계도 분단 50년 만에 새로운 길을 열었다, 큰 업적을 이뤘다"고 강조했다.
2010년 6월 2일 제5회 지방선거에서 경기도지사 야권 단일 후보로 나서 김문수 당시 경기도지사와 승부를 펼쳤으나, 4%차로 낙선했다.
유시민은 당내 의사결정과정을 거쳐 민주노동당과의 합당을 결의한 후 2011년 12월에 이정희, 심상정, 노회찬, 조승수 등과 함께 통합진보당을 창당했다. 이후 통합진보당 공동대표에 취임했다. 2012년 1월 말, 유시민은 통합진보당 내 특정 계파의 패권주의를 비판하며 한동안 당무를 거부했다가 복귀했다.
2012년 10월 21일 진보정의당이 창당되었고 유시민도 진보정의당 구성원으로서 참여했으나 2013년 2월 19일 정계 은퇴를 선언했다.

### 정계 은퇴 이후
여러 TV 프로그램에 출연하였는데, 2016년부터 JTBC 썰전에 진보 진영을 대표하는 역할로 출연하고 있다. 보수 진영을 대표하는 전원책 변호사와 사회자 김구라와 함께 출연하였으나 2017년 6월 29일 방송을 끝으로 하차한 전원책에 이어 이명박 정부에서 정무수석을 지낸 박형준이 출연하고 있다.
2018년 9월 26일 노무현재단 이사장에 내정되었다. 4년 6개월간 이사장을 맡았던 이해찬 더불어민주당 대표가 사퇴하고 유시민을 차기 이사장으로 추천했다. 10월 15일 제5대 노무현재단 이사장에 취임했다.
2019년 1월에는 팟캐스트 채널 <유시민의 알릴레오>를 열고 방송을 시작하였다. 해당 방송은 유튜브 채널 <사람사는세상노무현재단>과 팟캐스트 채널 <유시민의 알릴레오>에 업로드된다. 방송 하루만에 <사람사는세상노무현재단>의 구독자 수가 10만에서 43만으로 급등했다. 일부에서는 홍준표 전 자유한국당 대표가 운영하는 유튜브 채널인 <TV홍카콜라>와의 대결 구도(?)로 평가되기도 한다. <유시민의 알릴레오>는 전문가를 초청해 현안을 이야기한다는 <알릴레오>와 '가짜뉴스'를 정정한다는 <고칠레오>로 구성된다. 문정인 통일외교안보특별보좌관이 출연한 영상은 조회수 265만 회를 기록하였다. (2019년 1월 19일 기준)
2025년 5월 28일 공개된 유튜브 '김어준의 다스뵈이다'에서 "대통령 후보 배우자라는 자리가 설씨 인생에서는 갈 수 없는 자리다. 지금 발이 공중에 떠 있다. 그러니까 '제정신이 아니다' 그런 뜻"이라고 발언했다. 또 설 여사에 대해 "(김 후보는) 설씨가 생각하기에는 '나하고는 균형이 안 맞을 정도로 대단한 사람'"이라며 "험하게 살다가 국회의원 사모님, 경기도지사 사모님이 됐다. 더더욱 우러러볼 것"이라고 말했다. 이 발언에 대해 국민의힘은 "여성혐오성 망언", "친민주당 진영의 민낯", "여성을 독립된 인격체가 아니라 남편의 지위에 따라 평가하고 정신 상태까지 조롱한 구시대적 여성 비하"라고 주장하며 유 작가에게 대국민 사과를 요구했다. 민주노동당 권영국 후보는 30일 ‘노동자 여성의 삶을 비하할 권리는 아무에게도 없다’는 성명을 내어 “김문수 후보에게 노동운동을 팔 자격이 없듯, 유시민 역시 여성을 노동운동의 조연으로 치부할 자격이 없다”고 지적했다. 이에 대해 유시민은 "더 점잖고 정확한 표현 썼다면 그런 비난을 그렇게 많이 받지 않지 않았을까 생각한다"라고 하면서도 계급주의, 여성비하, 노동 비하가 아니라고 반박했다.

## 학력
- 1972년 대구수성국민학교[43] 졸업
- 1975년 대륜중학교 졸업
- 1978년 심인고등학교 졸업
- 1991년 서울대학교 사회과학대학 경제학 학사
- 1997년 마인츠 대학교 대학원 경제학 석사

## 경력
- 1980년 서울대학교 총학생대의원회 의장
- 도서출판 학민사 편집부장
- 1988년 ~ 1991년 이해찬 국회의원 보좌관
- 1995년 한겨레 독일통신원
- 1998년 한국학술진흥재단 기획실장
- 1999년 성공회대학교 교양학부 겸임교수
- 2000년 7월 ~ 2002년 1월 MBC 100분 토론 진행자
- 2002년 개혁국민정당 창당발기인
- 2002년 개혁국민정당 대표집행위원
- 2003년 4월 25일: 2003년 상반기 재보궐선거 당선(경기 고양시 덕양구 갑, 개혁국민정당, 초선)
- 2003년 4월 ~ 2004년 5월 제16대 국회의원 (경기 고양시 덕양구 갑, 개혁국민정당→무소속→열린우리당, 초선)
  - 2003년 제16대 국회 보건복지위원회 위원
- 2003년 열린우리당 전자정당위원장
- 2004년 열린우리당 경기도당 위원장
- 2004년 열린우리당 제4정책조정위원장
- 2004년 4월 15일: 대한민국 제17대 국회의원 선거 당선(경기 고양시 덕양구 갑, 열린우리당, 재선)
- 2004년 5월 ~ 2008년 5월 제17대 국회의원 (경기 고양시 덕양구 갑, 열린우리당→대통합민주신당→무소속, 재선)
  - 2004년 제17대 국회 보건복지위원회 위원
  - 2005년 제17대 국회 재정경제위원회 위원
- 2005년 열린우리당 상임중앙위원
- 2005년 열린우리당 혁신위원회 부위원장
- 2006년 2월 ~ 2007년 5월 제44대 보건복지부 장관
- 2010년 9월 국민참여당 참여정책연구원장
- 2011년 3월 ~ 2011년 12월 국민참여당 대표
- 2011년 12월 ~ 2012년 5월 통합진보당 공동상임대표
- 2012년 10월 진보정의당 창당준비위원회 집행위원
- 전) JTBC 썰전 진보 측 패널
- 전) 보해양조 사외이사
- 전) KBS2 정치합시다 진보 측 패널
- 2018년 11월 ~ 2022년 3월 제5대 사람사는세상 노무현재단 이사장

## 역대 선거 결과
|  | 43.28% |

|  | 47.93% |

|  | 32.59% |

|  | 47.79% |

|  | 10.30% |

## 수상
- 2001년 MBC 연기대상 TV진행자부문 특별상

## 작품

### 저서
- 《아침으로 가는 길》, 학민사, 1986.
- 《97 대선 게임의 법칙》, 돌베개, 1997. ISBN 89-7199-098-8
- 《유시민과 함께 읽는 문화이야기 시리즈》, 푸른나무, 1998~2002 ISBN 89-7414-501-4 (편역)
- 《Why Not? (불온한 자유주의자 유시민의 세상 읽기)》, 개마고원, 2000. ISBN 978-89-85548-52-6
- 《유시민의 경제학 카페》, 돌베개, 2002. ISBN 89-7199-136-4
- 《노무현은 왜 조선일보와 싸우는가》, 개마고원, 2002. ISBN 89-85548-85-9
- 《거꾸로 읽는 세계사》, 푸른나무, 2004(개정판). ISBN 978-89-7414-047-2
- 《Memories of May 1980》, 민주화운동기념사업회, 2004.
- 《부자의 경제학 빈민의 경제학》, 푸른나무, 2004(개정판). ISBN 89-7414-036-5
- 《내 머리로 생각하는 역사 이야기》, 푸른나무, 2005(개정판). ISBN 978-89-7414-046-5
- 《대한민국 개조론》, 돌베개, 2007. ISBN 978-89-7199-278-4
- 《후불제 민주주의》, 돌베개, 2009. ISBN 978-89-7199-330-9
- 《청춘의 독서》, 웅진지식하우스, 2009. ISBN 978-89-01-10156-9
- 《국가란 무엇인가》, 돌베개, 2011. ISBN 89-7199-427-4
- 《어떻게 살 것인가》, 아포리아, 2013. ISBN 978-89-6513-228-8
- 《나의 한국현대사》, 돌베개, 2014. ISBN 978-89-7199-609-6
- 《유시민의 글쓰기 특강》, 생각의길, 2015. ISBN 978-89-6513-352-0
- 《유시민의 논술 특강》, 생각의길, 2015. ISBN 978-89-6513-356-8
- 《표현의 기술》, 생각의길, 2016. ISBN 978-89-6513-375-9
- 《유시민의 공감필법》, 창비, 2016. ISBN 978-89-364-7297-9
- 《국가란 무엇인가》, 돌베개, 2017(개정판). ISBN 978-89-7199-801-4
- 《청춘의 독서》, 웅진지식하우스, 2017(개정판). ISBN 978-89-01-21815-1
- 《역사의 역사》, 돌베개, 2018. ISBN 978-89-7199-855-7
- 《문과 남자의 과학 공부》, 돌배게, 2023, ISBN 979-11-9283-622-5

### 공저
- 《광주민중항쟁》, 유시민 외, 돌베개, 1990. ISBN 897199009003910401
- 《생각해봤어?》, 유시민·노회찬·진중권, 웅진지식하우스, 2015. ISBN 978-89-01-20329-4
- 《노유진의 할 말은 합시다》, 유시민·노회찬·진중권, 쉼, 2016. ISBN 979-11-956682-4-3

### 텔레비전 드라마 대본
- 《그것은 우리도 모른다》, MBC 월화 드라마, MBC, 1988년 3월 7일~4월 11일, 필명 '유지수'
- 《MBC 베스트셀러극장》 〈신용비어천가〉, MBC, 1989년 3월 26일[44]

### 방송 출연
- MBC 《MBC 100분 토론》 (2000년 ~ 2002년) MC
- MBC 표준FM 《MBC 초대석 유시민입니다》 (2000년) MC
- JTBC 《썰전》 (2016년 1월 14일 ~ 2018년 6월 28일) 고정 패널
- JTBC 《비정상회담》 (2016년) 게스트
- KBS 《언니들의 슬램덩크》 (2016년) 게스트
- JTBC 《차이나는 클라스》 1회 ~ 4회 강사
- MBC 《마이 리틀 텔레비전》 (2017년) 게스트
- tvN 《알아두면 쓸데없는 신비한 잡학사전》 (2017년) 고정 구성원
- tvN 《알아두면 쓸데없는 신비한 잡학사전 2》 (2017년) 고정 구성원
- MBC 《무한도전》 (2017년) 게스트
- tvN 《수요미식회》 (2018년) 게스트
- tvN 《알아두면 쓸데없는 신비한 잡학사전 3》 (2018년) 고정 구성원
- KBS 《대화의 희열2》 (2019년) 게스트
- KBS 《정치합시다》 (2019년 2020년) 패널

### 다큐멘터리
- 《노무현입니다》(2017)

### 수상
- 2001 MBC 연기대상 TV 진행자 부문 특별상

## 소속 정당
| 소속 정당 | 소속 정당      | 소속 기간 | 비고           |
| --------- | -------------- | --------- | -------------- |
|           | 평화민주당     | 1988~1991 | 입당           |
|           | 신민주연합당   | 1991      | 당명 변경      |
|           | 무소속         | 1991~2002 | 탈당           |
|           | 개혁국민정당   | 2002~2003 | 창당 정계 입문 |
|           | 무소속         | 2003      | 탈당           |
|           | 열린우리당     | 2003~2007 | 창당           |
|           | 대통합민주신당 | 2007~2008 | 합당           |
|           | 무소속         | 2008~2010 | 탈당           |
|           | 국민참여당     | 2010~2011 | 창당           |
|           | 통합진보당     | 2011~2012 | 합당           |
|           | 무소속         | 2012      | 탈당           |
|           | 진보정의당     | 2012~2013 | 창당 정계 은퇴 |
|           | 정의당         | 2013~2018 | 합당           |
|           | 무소속         | 2018~현재 | 탈당           |

## 가족 관계
- 증조부 : 유도숙 (1845년 ~ 1923년 3월 7일)
- 증조모 : 광주 노씨 (1843년 ~ 1912년)
  - 조부 : 유하식 (1883년 ~ 1953년)
  - 조모 : 경주 최씨 (1879년 ~ 1923년)
    - 큰아버지 : 유석우 (1900년 ~ 1990년[45])
    - 고모 1명(1910년 전[46] ~ 2004년 전[47])
    - 큰아버지 : 유제우 (1918년 ~ 1958년)
    - 아버지 : 유태우 (1920년 ~ 1982년)
    - 어머니 : 서동필 (1930년 ~ 2019년 5월 22일)
      - 누나 : 유시춘 (1951년 5월 12일 ~ )
      - 형 : 유시훈 (1952년 ~ )
      - 누나 : 유시정 (1955년 ~ )
      - 누나 : 유시은 (1957년 ~ )
      - 배우자 : 한경혜 (1961년 ~ )
        - 딸 : 유수진 (1990년 ~ )
        - 아들 : 유지현 (2001년 ~ )

      - 동생 : 유시주 (1961년 ~ )

    - 작은아버지(1923년 ~ 생존 미상[48])

## 같이 보기
- 서울대 민간인 감금 폭행 사건
- 고양시 덕양구 갑
- 고양시 덕양구의 국회의원
- 대한민국의 보건복지부 장관

## 참고 문헌
- 유시민 - 대한민국헌정회
- 137. 국가란 무엇인가?(1편)-유시민. 정봉주의 전국구. 2017년 2월 20일. 
 138. 국가란 무엇인가?(2편)-유시민. 정봉주의 전국구. 2017년 2월 21일.